# The Big Year
The Big Year és una comèdia de 2011 protagonitzada per Jack Black, Owen Wilson i Steve Martin. The Big Year va ser dirigida per David Frankel i escrita per Howard Franklin i està basada en el llibre de no-ficció The Big Year: A Tale of Man, Nature and Fowl Obsession que va ser escrit per Mark Obmascik. El llibre segueix la història de tres homes en la recerca d'un Big Year - una competició entre birders per a veure qui pot albirar i identificar el major nombre d'espècies d'aus a Amèrica del Nord durant un any. La pel·lícula utilitza la mateixa premissa amb personatges de ficció.
Es va estrenar el 14 d'octubre de 2011 als Estats Units. El rodatge va tindre lloc de maig a juliol de 2010.

## Repartiment
- Steve Martin com a Stu Preissler
- Jack Black com a Brad Harris
- Owen Wilson com a Kenny Bostick
- Rashida Jones com a Ellie
- Anjelica Huston com a Annie Auklet
- Jim Parsons com a Crane
- Rosamund Pike com a Jessica Bostick
- JoBeth Williams com a Edith Preissler
- Brian Dennehy com a Raymond Harris
- Dianne Wiest com a Brenda Harris
- Anthony Anderson com a Bill Clemont
- Tim Blake Nelson com a Phil
- Joel McHale com a Barry Loomis
- Calum Worthy com a Colin Debs
- Veena Sood com la infermera Katie
- Corbin Bernsen com a Gil Gordon
- Stacey Scowley com a Vicki
- Jesse Moss com a Darren
- Kevin Pollak com a Jim Gittelson
- Barry Shabaka Henley com el Dr. Neil Kramer
- Andrew Wilson com a Mike Shin
- Al Roker com l'home del temps de Nova York
- John Cleese com el narrador del muntatge històric
- June Squibb com la senyora vella
- Steven Weber com a Rick McIntire